# Nimród (Marvel Comics)
Nimród egy kitalált szereplő, mutánsvadász android a Marvel Comics képregényeiben. A szereplőt Chris Claremont író és John Romita, if alkotta meg. Első megjelenése az Uncanny X-Men 191. számában volt, 1985 márciusában.
Nimród a Marvel-univerzum egyik alternatív valóságának jövőjéből, „A jövendő múlt napjai” idősíkjáról érkezett, ahol az Őrök nagyrészt kiirtották vagy elfogták a mutánsokat. Nimród a mutánsvadász Őr-robotok legfejlettebb kísérleti darabja. Nevét a Teremtés könyvéből kapta, „Nagy vadász az Úr előtt” (10.9-8).